# Cyphopisthes dohertyi
Cyphopisthes dohertyi is een keversoort uit de familie Hybosoridae. De wetenschappelijke naam van de soort is voor het eerst geldig gepubliceerd in 1942 door Paulian.